# 비즈니스 카탈리스트
비즈니스 카탈리스트(Business Catalyst)는 비즈니스 웹사이트를 구축하고 관리하기 위한 호스팅(SaaS) 올인원 솔루션이다. 이커머스 및 이메일 마케팅 도구와 같은 판매, 서비스 및 마케팅 기능이 있었다. 이 회사는 2004년 호주 기업가 바르디아 하우스만(Bardia Housman)과 아담 브로드웨이(Adam Broadway)가 설립했다. 2009년 8월 어도비 시스템즈에 인수되었다.

## 비즈니스 모델
비즈니스 카탈리스트의 비즈니스 모델은 웹 디자이너들이 "파트너 프로그램"의 일부로 호스팅 서비스를 재판매할 수 있게 허용한 점에서 다른 모델과 차별화되었다.
유료 "파트너"로 구성된 리셀러 채널은 사이트 프로비저닝 및 관리를 위한 전문 도구, 호스팅 비용에 대한 수수료, 실시간 교육, 경우에 따라 플랫폼을 자체 브랜드로 리브랜딩할 수 있는 기능을 제공받았다.
비즈니스 카탈리스트는 어도비 인수 과정에서 서비스가 중단되기 전에 “굿배리” 브랜드 하에 직접 고객 전략을 시도했다.

## 플랫폼 기능
비즈니스 카탈리스트 플랫폼은 다음과 같은 기능을 통합했다.
- 콘텐츠 관리
- 이커머스 (카탈로그, 결제 게이트웨이 제공업체)
- 이메일 마케팅
- 어도비 뮤즈 웹사이트용 웹 호스팅
- 통합 CRM 데이터베이스
- 리포팅 및 분석
- 소셜 미디어 통합

## 역사
- 2004년 - 온라인 비즈니스 구축 및 관리를 위해 설계된 플랫폼으로 비즈니스 카탈리스트가 출시된다.
- 2005년 - 비즈니스 카탈리스트는 드림위버와 호스팅 서비스 간의 실시간 연결을 제공하는 초기 확장 기능인 드림위버 확장 기능 "트라이앵글"을 출시한다.
- 2006년 - 비즈니스 카탈리스트는 호주에서 서비스를 시작한다.
- 2007년 - 회사는 스스로 비즈니스를 운영하는 사업주를 대상으로 하는 소매 브랜드 "굿배리"를 오픈한다.[5][7]
- 2008년 - 비즈니스 카탈리스트는 미국 샌프란시스코에 첫 해외 사무소를 오픈한다.[8]
- 2009년 8월 - 비즈니스 카탈리스트는 어도비 시스템즈에 인수되어 굿배리 브랜드를 폐쇄하고 웹 전문가 시장에만 집중한다.[2][9]
- 2010년 4월 - 어도비는 비즈니스 카탈리스트 서비스를 위한 세 개의 새로운 데이터 센터 중 첫 번째 데이터 센터의 개설을 발표한다.[10]
- 2012년 5월 - 어도비는 크리에이티브 클라우드 플랫폼의 일부로 기본 비즈니스 카탈리스트 호스팅을 포함한다.[11]
- 2018년 3월 24일 - 어도비는 비즈니스 카탈리스트가 2020년 3월 26일 이후 종료될 것이라고 발표한다.[12]
- 2018년 4월 10일 - 어도비는 비즈니스 카탈리스트 종료가 2021년 3월 26일로 연장될 것이라고 발표한다.[13]
- 2020년 3월 27일 - 어도비는 코로나 팬데믹으로 인해 비즈니스 카탈리스트 종료가 2021년 9월 26일까지 추가로 연장될 것이라고 발표한다.[14]
- 2021년 9월 26일 - 종료 프로세스 시작